# Thomas E. Kennedy
Thomas E. Kennedy (født 1944 i Queens, New York, død maj 2021 i København) var engelsksproget forfatter og redaktør med base i København. Han havde en B.A. i sprog og litteratur. Kennedy kom til Danmark i 1976 for at arbejde for Lægeforeningen, blandt andet som redaktør. Han arbejdede i foreningen i 28 år. 
Kennedy skrev adskillige bøger i form af romaner, novellesamlinger, essaysamlinger og litteraturkritik. Han redigerede også flere antologier.
Hans romanserie The Copenhagen Quartet består af fire bøger hvor fjerde bind, Beneath the Neon Egg, blev udgivet i 2014.
Romanerne har været positivt anmeldt i flere engelsk-sprogede aviser.
Den sidste bogudgivelse der udkom mens han selv var i live, blev den autobiografiske roman i to bind My Life with Women – The Consolation of Jazz . Kort efter hans død udkom hyldest- og mindeskriftet Celebrating Thomas E. Kennedy  redigeret af Walter Cummins.
Kennedy oversatte danske digtere til engelsk, blandt andre Johannes V. Jensen, Dan Turèll, Pia Tafdrup, Henrik Nordbrandt, Kristian Bang Foss, Martin Glaz Serup og Line-Maria Lång.
I 2008 vandt han National Magazine Awards (en) i essay-kategorien for I Am Joe's Prostate.
Desuden vandt han Dan Turèll Prisen i 2016, for hans oversættelser af Dan Turèlls værker.

## Udvalgt bibliografi
- Thomas E. Kennedy (2014), Kerrigan in Copenhagen, Bloomsbury Publishing, ISBN 978-1-4088-4196-9, Wikidata  Q27089568

### Oversættelser
- Johannes V. Jensen; Thomas E. Kennedy (2011), "Verse", Ecotone, 7 (1): 80-81, doi:10.1353/ECT.2011.0005, Wikidata  Q71799218
- "Five Poems by Henrik Nordbrandt", Jung Journal, 9 (2): 3-8, 22. maj 2015, doi:10.1080/19342039.2015.1021228, Wikidata  Q71798558